# Église Saint-François-Xavier de Calcutta
L’église Saint-François-Xavier est un édifice religieux catholique sis à Bowbazar, un ancien quartier d’affaires de Calcutta (Inde). Construite en style Renaissance au début du XXe siècle, elle n’a pas de clocher. Depuis 1903 elle est paroisse catholique.

## Histoire
Une chapelle construite en 1844 est sérieusement endommagée lors du tremblement de terre de 1897. Dès le 12 avril 1898 la pierre d'angle d’un nouvel édifice, beaucoup plus grand, est bénite par Mgr Paul Goethals, archevêque de Calcutta. L’église est consacrée le 7 juin 1900, et placée sous le patronage de saint François-Xavier. Peu après, en 1903, la paroisse catholique est érigée. 
En 1978 d’importants travaux sont entrepris pour diviser l’église – horizontalement -  créant le centre communautaire paroissial au rez-de-chaussée, tandis que l’espace de culte occupe l’étage supérieur.
À proximité immédiate de l’église se trouvent deux importantes et anciennes institutions catholiques d’éducation. Le ‘St Joseph Collège’ est un collège d’études secondaires dirigés par les 'Frères chrétiens' (Christian Brothers) et la Loreto Day School, par les religieuses de Loreto. De nombreux anglo-indiens du quartier ayant émigré après l’indépendance de l’Inde le nombre des catholiques de la paroisse a fort diminué. en 2013 ils sont 1100.